# Obraz (optyka)

Przykład konstrukcji obrazu rzeczywistego wytworzonego przez soczewkę skupiającą.

Obraz – w optyce geometrycznej, reprezentacja rzeczywistego przedmiotu (źródła promieni świetlnych). Obraz danego punktu powstaje w miejscu, gdzie promienie świetlne, które wychodzą z tego punktu i przechodzą przez soczewkę, przecinają się (obraz rzeczywisty). Jeżeli promienie te po przejściu przez soczewkę tworzą wiązkę rozbieżną, wówczas w miejscu przecięcia się przedłużeń tych promieni powstaje obraz pozorny.

## Konstrukcja obrazu dla soczewki
Na obraz przedmiotu składają się z obrazy poszczególnych punktów. Aby znaleźć położenie obrazu wytworzonego przez cienką soczewkę, wystarczy znaleźć obraz jednego punktu przedmiotu, który nie leży na osi optycznej. Do tego celu należy określić bieg dwóch dowolnych promieni wychodzących z tego punktu. Te dwa promienie można wybrać z trzech, które jest najłatwiej narysować:
1. Promień biegnący równolegle do osi, po przejściu przez soczewkę, przecina ognisko za soczewką (lub jego przedłużenie przecina ognisko dla soczewki rozpraszającej) – promień górny na rysunku.
2. Promień przechodzący przez pierwsze ognisko, lub leżący na prostej przechodzącej przez pierwsze ognisko, jest za soczewką równoległy do osi optycznej – promień dolny.
3. Promień przechodzący przez środek soczewki nie zmienia kierunku (dla soczewki doskonale cienkiej, dla rzeczywistych soczewek ulega niewielkiemu przesunięciu równoległemu) – promień środkowy.

Wiedząc, że obraz płaskiego przedmiotu jest podobny do samego przedmiotu, co oznacza, że można go otrzymać przez translację, obrót i przeskalowanie z zachowaniem proporcji, można określić dokładne położenie obrazu. W przypadku przedmiotów, których grubość mierzona wzdłuż osi optycznej nie może być zaniedbana, proporcje w obrazie mogą zostać zmienione (zob. powiększenie wzdłużne).